# Эрлих, Владимир Роальдович
Влади́мир Роа́льдович Э́рлих (род. 26 февраля 1961 года, Москва) — советский и российский археолог, доктор исторических наук, заслуженный работник культуры Российской Федерации (1999). Член экспертных и диссертационных советов — ГМИНВ, МГУ, ВАК, РГНФ.

## Биография
Родился 26 февраля 1961 года в Москве. В 1986 году окончил исторический факультет Московского государственного университета им М. В. Ломоносова. С 1985 года работает в Государственном Музее искусств Народов Востока.
В 1992 году защитил кандидатскую диссертацию в Институте археологии РАН. Тема — «Вооружение и конское снаряжение в культуре населения Закубанья в скифское время».

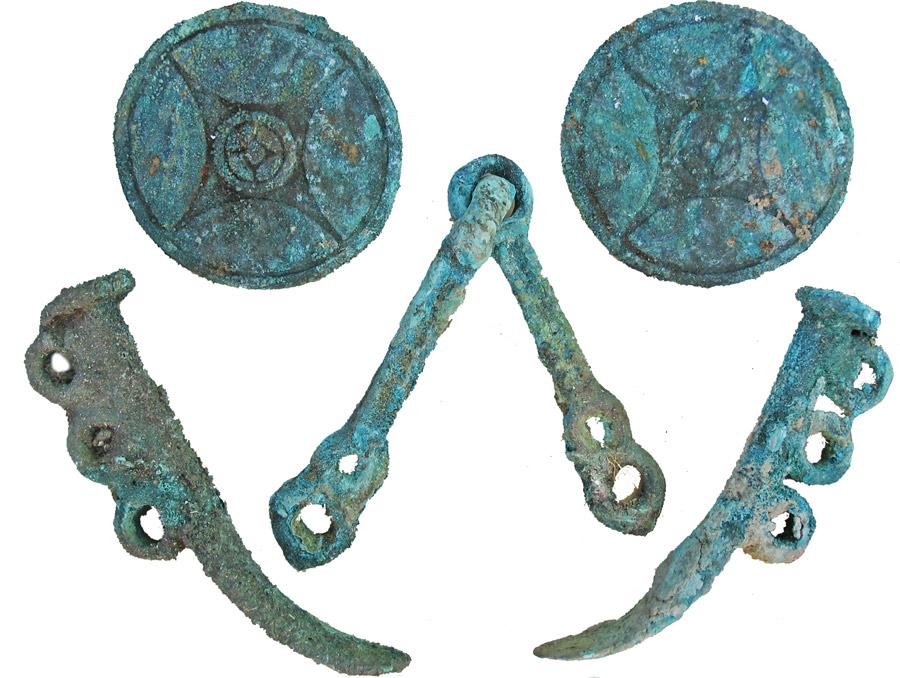
Из раскопок кургана Уашхиту II (Кабехабль, Адыгея), 2005 год

В 2005 году защитил докторскую диссертацию в Институте археологии РАН. Тема — «Северо-Западный Кавказ в начале железного века. Протомеотская группа памятников».
После отъезда А. М. Лескова в 1997 году стал руководителем государственных археологических экспедиций по раскопкам древностей на Кубани и Северном Кавказе.
В 2007 году возглавил новую экспедицию к ульским курганам.
Среди объектов последних лет: комплекс Шушук в окрестностях посёлка Победа в Майкопском районе (2009—2019), поселение Деметра у станицы Ханской к западу от Майкопа (2014), погребение у хутора Гавердовского на окраине Майкопа (2017).
В настоящее время является главным научным сотрудником Отдела материальной культуры и древнего искусства Государственного музея Востока. Автор более 180 работ по истории и археологии Юга России эпохи бронзы и раннего железного века. Участник многих международных конференций.
Научная сфера — история России, история Краснодарского края, скифы, сарматы, меоты, история Древнего мира, история Абхазии.

## Основные работы

### Монографии
- У истоков раннескифского комплекса. М., 1994. 190 с.
- Могильник Фарс/Клады. Памятник перехода от эпохи бронзы к раннему железному веку. Северный Кавказ. М., 1999; в соавт. с А. М. Лесковым, 164 с.
- Меоты Закубанья в середине VI — начале III века до нашей эры : по материалам некрополей у аула Уляп. Вып. 1: Погребальные комплексы грунтовых могильников. — М.: Наука, 2005, 150 стр. илл.; в соавт. с А. М. Лесковым, Е. А. Бегловой, И. В. Ксенофонтовой.
- Ульские курганы. М.: Палеограф; в соавт. с А. М. Лесковым[уточнить]
- Бронзолитейное искусство из курганов Адыгеи. М., 2006, 232  с., илл.; в соавт. с А. Р. Канторовичем.
- Северо-Западный Кавказ в начале железного века. М.: Наука, 2007, 430 с., илл.
- Святилища некрополя II Тенгинского городища (IV вв. до н. э.). М.: Наука, 2011, 212 с., илл.
- Меоты Закубанья в IV—III вв. до н. э. Некрополи у аула Уляп. Святилища и ритуальные комплексы. М., ГМВ, 2013. 184 с., илл.; в соавторстве с А. М. Лесковым, Е. А. Бегловой, И. В. Ксенофонтовой.

### Научные статьи
- Эрлих В. Р. Мечи скифского облика из могильника у аула Уляп. // Древний и средневековый Восток. — М., 1988. — С. 413—428.
- Эрлих В. Р. Бронзовые наконечники стрел и проблема хронологического распределения комплексов раннескифского времени Среднего Закубанья // Материальная культура Востока, ч. I. — М., 1988. — С. 100—120.
- Кожухов С. П., Эрлих В. Р. Археологические разведки левого берега Краснодарского водохранилища // Материальная культура Востока, ч. II. — 1988. — С. 147—169.
- Эрлих В. Р. Корчага из Майкопского музея // Советская археология : журнал. — 1989. — № 3. — С. 244—247.
- Эрлих В. Р. К проблеме происхождения птицеголовых скипетров предскифского времени // Советская археологи : журнал. — 1990. — № 1. — С. 247—250.
- Эрлих В. Р. Бронзовые уздечные наборы и проблема хронологии предскифского и раннескифского времени Закубанья. Древности Северного Кавказа и Причерноморья. — М., 1991. — С. 31—55.
- Эрлих В. Р. Меотские мечи из Закубанья. Древности Северного Кавказа и Причерноморья. — М., 1991. — С. 77—99.
- Эрлих В. Р. Об интерпретации некоторых комплексов типа Новочеркасского клада // Российская археология : журнал. — 1994. — № 3. — С. 134—150.
- Эрлих В. Р. В защиту северопричерноморской традиции происхождения киммерийцев // Вестник древней истории. — 1994. — № 3. — С. 168—175.
- Днепровский К. А., Кореневский С. Н., Эрлих В. Р. Новые погребения «Новосвободненской группы» у станицы Костромской в Закубанье // Российская археология : журнал. — 1995. — № 3. — С. 119—130.
- Эрлих В. Р. Об одной серии шлемов из Закубанья // Российская археология : журнал. — 1996. — № 3. — С. 176—179.
- Эрлих В. Р. К проблеме связей Предкавказья и Средней Европы в новочеркасский период // Материалы и исследования по археологии России. — М., 1997. — № 1. — С. 19.
- Беглова Е. А., Эрлих В. Р. Деталь римского меча из могильника у ст. Тенгинской // Российская археология : журнал. — 1998. — № 2. — С. 173—176.
- Лесков А. М., Беглова Е. А., Ксенофонтова И. В., Эрлих В. Р. Меоты Закубанья в середине VI — начале III века до н. э. по материалам некрополя у аула Уляп // Вестник РГНФ. — 1998. — № 4. — С. 20—33.
- Носкова Л. М., Эрлих В. Р., Мкртычев Т. К., Днепровский К. А. Археология в Государственном музее Востока // Российская археология : журнал. — 2000. — № 3. — С. 154—169.
- Терехова Н. Н., Эрлих В. Р. Древнейший чёрный металл на Северо-Западном Кавказе (к проблеме выделения традиций). Скифы и сарматы в VII—III вв до н. э.: палеоэкология, антропология и археология. — М., 2000. — С. 281—286.
- Эрлих В. Р. Исследование святилища на некрополе Тенгинского городища (предварительная публикация). Греки и варвары на Боспоре Киммерийском VII—I вв. до н. э. Материалы международной научной конференции. — Тамань (Россия), 2000. — Октябрь.
- Эрлих В. Р. Святилища в меотской культуре Закубанья скифского времени (к постановке проблемы). Боспорский феномен. Материалы международной научной конференции. Часть 2. — СПб., 2001. — С. 115—119.
- Габуев Т. А., Эрлих В. Р. Два погребения V в. до н. э. из Предкавказья (из материалов Государственного музея Востока). Северный Кавказ: Историко-археологические очерки и заметки // Материалы и исследования по археологии России. — М., 2001. — № 3. — С. 112—125.
- Афанасьев Г. А., Джаникян Г. Г., Сорокина И. А., Эрлих В. Р. Полнотекстовая и картинно-графическая база данных для описания археологических памятников SITE // Институт археологии РАН : сборник трудов. — М., 2001.
- Эрлих В. Р. Новое святилище в Закубанье. Историко-Археологический альманах. — Армавир—М., 2002. — С. 7—17.
- Терехова Н. Н., Эрлих В. Р. К проблеме перехода к раннежелезному веку на Северном Кавказе. Две культурно-исторические традиции // Материальная культура Востока, Вып. 3. — М., 2002. — С. 134—152.
- Эрлих В. Р. Украшения Тенгинских святилищ. Боспорский феномен: погребальные памятники и святилища. Материалы международной конференции. — СПб., 2002. — С. 232—236.
- Эрлих В. Р. Переход к раннему железному веку на Северном Кавказе. К постановке проблемы // Российская археология : журнал. — 2002. — № 3. — С. 26—38.
- Эрлих В. Р. Переход к раннему железному веку на Северном Кавказе. К постановке проблемы // Российская археология : журнал. — 2002. — № 4. — С. 40—49.
- Эрлих В. Р. Скифские мечи // Прорез : журнал. — 2002. — № 4. — С. 12—16.
- Эрлих В. Р. Меотские мечи // Прорез : журнал. — 2003. — № 2. — С. 10—11.
- Эрлих В. Р. Меотское святилище в Абхазии // Вестник древней истории. — 2004. — № 1. — С. 158—172.
- Терехова Н. Н., Эрлих В. Р. Древнейшие стальные изделия на Северо-Западном Кавказе (к проблеме культурных контактов в предскифское время) / Kimmerowie, Scytowie, Sarmaci. Księga poświęcona pamięci Profesora Tadeusza Sulimirskiego (пол.). — Краков, 2004. — S. 431—445.
- Эрлих В. Р. Абхазия. Исторический очерк // Большая российская энциклопедия. — М., 2004. — Т. 1. — С. 49. — ISBN 5-85270-326-5.
- Эрлих В. Р. Адыгея. Исторический очерк // Большая российская энциклопедия. — М., 2004. — Т. 1. — С. 251. — ISBN 5-85270-326-5.
- Эрлих В. Р. К дискуссии о месте и времени появления предскифских колесниц. Древности Евразии: от ранней бронзы до раннего средневековья. Памяти В. С. Ольховского. — М., 2005. — С. 167—182.
- Скаковой А. Ю., Эрлих В. Р. О хронологии «киммерийских» и раннескифских древностей. Древности Евразии: от ранней бронзы до раннего средневековья. Памяти В. С. Ольховского. — М., 2005. — С. 201—227.
- Эрлих В. Р. «Птицеголовые» скипетры предскифского времени. Новые аргументы к дискуссии. Материальная культура Востока. Вып.4. — М., 2005. — С. 151—162.
- Эрлих В. Р. Северо-Западный Кавказ в начале железного века (протомеотская группа памятников). Автореферат на соискание ученой степени доктора исторических наук. — М., 2005. — С. 47.
- Канторович А. Р., Эрлих В. Р. Уникальные навершия из святилища у ст. Тенгинской // КСИА, вып.219. — М., 2005.
- Вальчак С. Б., Пьянков А. В., Эрлих В. Р., Хачатурова Е. А. Новые материалы предскифского времени с южного берега Краснодарского водохранилища. Материалы и исследования по археологии Кубани, вып.5. — Краснодар, 2005. — С. 139—163.
- Шамба Г. К., Эрлих В. Р. К вопросу о влиянии прикубанского искусства на звериный стиль Центральной Абхазии. Материалы и исследования по археологии Кубани, вып.5. — Краснодар, 2005. — С. 164—171.
- Эрлих В. Р. Исследование святилища на некрополе Тенгинского городища (предварительная публикация). Греки и варвары на Боспоре Киммерийском VII—I вв. до н. э. Материалы международной научной конференции. — СПб., 2006.
- Эрлих В. Р. Святилища некрополя II Тенгинского городища в Краснодарском крае // Вестник Российского гуманитарного научного фонда : журнал. — 2006. — № 3. — С. 37—49.
- Эрлих В. Р. «Комплекс» 1930 г из Кубанского могильника. Древности скифской эпохи // Материалы и исследования по археологии России. — М.. — № 7. — С. 93—99.
- Эрлих В. Р. Местные и импортные традиции в воинской паноплии Абхазии античного периода. Первая абхазская археологическая конференция. Материалы. — Сухум, 2006. — С. 364—370.
- Шамба Г. К., Эрлих В. Р. Археологические памятники села Эшера. Первая абхазская археологическая конференция. Материалы. — Сухум, 2006. — С. 89—96.
- Эрлих В. Р. Железные наконечники стрел из Прикубанья: проблемы типологии и технологии. Северный Кавказ и мир кочевников в раннем железном веке. Сборник памяти М. П. Абрамовой. — М., 2007. — С. 344—356.
- Вальчак С. Б., Эрлих В. Р. Протомеотские погребения могильника Пшиш-I (раскопки 2004 г.). Материалы и исследования по археологии Кубани, вып. 6. — Краснодар, 2007. — С. 85—123.
- Джопуа А. И., Эрлих В. Р. Об одном типе греческих шлемов из Центральной Абхазии // Российская археология : журнал. — 2008. — № 2. — С. 49—53. — ISSN 0869-6063.
- Шамба Г. К., Эрлих В. Р., Джопуа А. И., Ксенофонтова И. В. Элитные архаические воинские комплексы из центральной Абхазии // Вестник Академии Наук Абхазии. Вып. 2. — Сухум, 2008. — С. 164—181.
- Эрлих В. Р. Карагодеуашх // Большая Российская энциклопедия. — М., 2009. — Т. 13. — С. 60. — ISBN 978-5-85270-344-6.
- Эрлих В. Р. К дискуссии о скифах на Кубани−2: обсуждение новых материалов и гипотез. 5-я кубанская археолог. конференция. Материалы конференции. — Краснодар, 2009. — С. 453—456.
- Эрлих В. Р. Курганы из окрестностей станицы Некрасовской: новое обращение к старым материалам. 5-я кубанская археолог. конференция. Материалы конференции. — Краснодар, 2009. — С. 456—460.
- Вальчак С. Б., Маслов В. Е., Эрлих В. Р. Протомеотские погребения из кургана 2 могильника Уашхиту I. Эпоха раннего железа. — Киев, 2009. — С. 394—417.
- Канторович А. Р., Эрлих В. Р. Антропоморфные изображения в меото-скифской торевтике // Stratum plus. Скифские интерпретации 2005—2009. — СПб.—Кишинев—Одесса—Бухарест, 2009. — № 3. — С. 277—296.
- Эрлих В. Р. Меотские святилища в окрестностях аула Уляп // Достояние поколений : журнал. — 2009. — № 3 (7). — С. 34—39.
- Маслов В. Е., Эрлих В. Р., Вальчак С .Б. Курган 2 могильника Уашхиту I: к проблеме стратиграфии. Проблемы охраны и изучения памятников археологии степной зоны Восточной Европы // Глобус. — Луганск, 2010. — С. 172—189. — ISBN 978-966-95528-34-6.
- Эрлих В. Р. Новое исследование Ульских курганов. Материальная культура Востока, вып. 5. — М., 2010. — С. 117—138.
- Эрлих В. Р. Кубань в начале железного века. Античное наследие Кубани // Наука. — М., 2010. — С. 168—185.
- Эрлих В. Р. Узда Колхиды и Центральной Грузии античной эпохи: к проблеме выделения традиций // Таус. — М., 2010. — № 13. — С. 73—108. — ISBN 978-5-903011-56-8.